# U-Bahn-Station Floridsdorf
Floridsdorf is een metrostation in het district  Floridsdorf van de Oostenrijkse hoofdstad Wenen. Het werd geopend op 4 mei 1996 als noordelijke eindpunt van de U6 onder het gelijknamige spoorwegstation uit 1961.